# Apostilb
Apostilb is een verouderde eenheid voor luminantie, gedefinieerd door een Duitse organisatie. Het eenheidssymbool is asb.
Een apostilb is gedefinieerd als de helderheid van een volledig perfect diffuus oppervlak, dat één lumen per vierkante meter reflecteert of emitteert.
1 asb = {\displaystyle {\frac {1}{\pi }}} cd/m²
Apostilb is geen SI-eenheid. Officieel gebruik is niet toegestaan.
Apostilb is een synoniem voor de blondel, genoemd naar de Franse fysicus A. E. Blondel (1863-1938).